# Turja Pasika
Turja Pasika, ukrajinsky Тур'я Пасіка, maďarsky Turjavágás, je obec v Turie-Remetské územní komunitě (hromadě), v okrese Užhorod, v Zakarpatské oblasti na Ukrajině. V roce 2025 zde žilo 2850 obyvatel.; v celé obci pak 3941 obyvatel.

## Části obce
- Turja Pasika
- Zavbuč
- Rakovo

## Historie
První písemná zmínka o této obci pochází z roku 1552. Do uzavření Trianonské smlouvy byla součástí Uherska, poté byla součástí Československa.V roce 1939 byla okupována Maďarskem. Od roku 1945 byla součástí Ukrajinské sovětské socialistické republiky, která byla součástí SSSR. Od roku 1991 je součástí nezávislé Ukrajiny.